# Wohn- und Wirtschaftsgebäude Am Eichenhof 6
Das Wohn- und Wirtschaftsgebäude Am Eichenhof 6 in der niedersächsischen Stadt Bremervörde, Ortsteil Bevern, wurde im dritten Drittel des 19. Jahrhunderts gebaut. Aktuell (2025) wird es zum Wohnen und landwirtschaftlich genutzt.
Das Gebäude steht unter Denkmalschutz (siehe auch Liste der Baudenkmale in Bremervörde).

## Geschichte und Beschreibung
Bremervörde war um 1000 Sitz der Wasserburg Vörde an der Oste und gehört zum Landkreis Rotenburg (Wümme). Bevern wurde 986 erstmals erwähnt.
Das eingeschossige giebelständige Gebäude als Hallenhaus in Backstein, mit ziegelgedecktem Satteldach, Ladeluke und Grooter Door mit Korbbogen wurde 1883 (Inschrift) gebaut. Die Fassade des Wirtschaftsteils wurde gestaltet mit rund- und segmentbogigen Öffnungen, Backsteinlisenen und Gesimsbändern in Backsteinziersetzungen. Der Hof ist dreiseitig in Backstein noch mit Nebenanlagen und einer Remise bebaut.
Das Landesdenkmalamt befand u. a.: „… in zeittypischer Art und Weise als Backsteinbau errichtet …“